# Локуста
Локуста (Locusta; Lucusta; † 68 g.) е римлянка от галски произход, една от най-известните отровителки в Древен Рим, живяла през 1 век.
Родена е в римската провинция Галия, живяла е в Рим. През 54 г. тя дава на Агрипина Млада отрова, с която тя отравя третия си съпруг император Клавдий.
Двете се запознават по времето на изгнанието им на остров Понтия (Pontia).
През 55 г. Нерон поръчал при нея отрова, за да отрови доведения си брат Британик. Нерон дори изпратил при нея ученици, за да се научат да приготвят отрови.
Локуста била приготвила и отровата, която Нерон носел със себе си при бягството му през 68 г., но не се осмелил да я вземе.
Тя е екзекутирана по времето на император Галба, наследникът на Нерон.